# Can Cantarell
Can Cantarell és una obra de Begur (Baix Empordà) inclosa a l'Inventari del Patrimoni Arquitectònic de Catalunya.

## Descripció
Conjunt format per l'alineació de dos edificis compactes amb cobertes a dues aigües, un de planta quadrada i l'altre rectangular, ambdues disposades en paral·lel al pendent del solar. Per la part que dona a la carretera, l'edifici presenta planta baixa i pis; per la part davantera, en canvi, hi ha una planta més gràcies al desnivell del terreny.
El programa es divideix en tres parts que es connecten entre si a través d'un vestíbul: a l'esquerra, la sala d'estar i el dormitori principal; a la dreta, la cuina i el menjador; a dalt, els dormitoris. El conjunt s'estructura al voltant d'un estany quadrat, amb una escultura al centre i la sala d'estar en un dels costats.
Una porxada longitudinal de sis pòrtics de mòdul de 4,30 metres emmarca la casa i configura l'alçat principal, unificant tots els cossos. Aquest porxo, a doble alçada, se separa de l'habitatge mitjançant una crugia amb l'estany anteriorment citat. El porxo està format per una estructura de formigó armat que resol el desnivell del terreny: la part superior és un mirador amb vistes al mar, mentre que la inferior constitueix un espai que serveix per desar-hi les hamaques de la piscina.